# Macrotyloma prostratum
Macrotyloma prostratum är en ärtväxtart som beskrevs av Bernard Verdcourt. Macrotyloma prostratum ingår i släktet Macrotyloma och familjen ärtväxter. Inga underarter finns listade i Catalogue of Life.